# وارد شدن (فیلم ۱۹۸۹)
وارد شدن (انگلیسی: Breaking In) یک فیلم کمدی و جنایی آمریکایی محصول سال ۱۹۸۹ به کارگردانی بیل فورسیت، نویسندگی جان سیلس با بازی برت رینولدز، کیسی شیماشکو و لورین توسان است. این فیلم کارهای جنایتکاران کوچک را در حالی که زندگی می‌کنند و تجارت خود را انجام می‌دهند را به تصویر می‌کشد.

## داستان
دزد حرفه‌ای ارنی، مایک را به عنوان شاگرد استخدام می‌کند، اما در حالی که مایک به وضوح "سرقت را در ذات خودش دارد"، مدت زیادی طول می‌کشد تا به خوبی ارنی برسد.

## گیشه
این فیلم موفقیت تجاری نداشت. پس از بسته شدن بیست و هفتمین جشنواره فیلم نیویورک در سال ۱۹۸۹، در ۴۰۰ سینما در رتبه ۱۲ در آخر هفته افتتاحیه خود با ۶۷۹٫۲۰۰ دلار افتتاح شد، اما در مجموع کمتر از ۲ میلیون دلار در باکس آفیس بازگشت.